# 난강
난강(태국어: แม่น้ำน่าน)은 태국의 강이다. 짜오프라야강의 주요 지류 중 하나이다.

## 지리
난강은 난주에서 발원한다. 난주를 흐른 후에 우따라딧주, 핏사눌록주, 피찟주를 흐른다. 욤강이 나콘사완주의 춤생군에서 욤강과 합류한다. 난강은 나콘사완에서 핑강과 합류해 짜오프라야강을 형성한다.

## 유역

### 대 난 분지
난강과 그 지류의 유역을 포함하는 대 난 분지는 짜오프라야강 수계의 일부이다. 난강과 그 지류의 유역 면적은 57,947km2이다. 낮은 분지의 대부분은 농업에 완벽한 토양을 가진다.

### 난 분지
그러나 대부분의 유역 분석에서 대 난 분지는 난 분지와 욤 분지로 나뉜다. 이 방법을 사용하면 욤강과 그 지류의 23,616km2면적이 빠져서 난 분지의 총 면적은 핏사눌록주, 피찟주, 난주, 우따라딧주의 34,331km2이다.

## 오염
난강의 수질은 주로 핏사눌록, 피칫, 난, 우따라딧주의 도시 개발의 급격한 증가로 인한 박테리아 오염에 의해 악화되었다.